# Koturovi
Koturovi so naselje v občini Kozarska Dubica, Bosna in Hercegovina. 

## Deli naselja
Balte, Berići, Kasalice, Koturi, Koturovi, Pajići in Tulek.

## Prebivalstvo
| Pregled števila prebivalcev po letih | Pregled števila prebivalcev po letih | Pregled števila prebivalcev po letih | Pregled števila prebivalcev po letih | Pregled števila prebivalcev po letih | Pregled števila prebivalcev po letih |
| ------------------------------------ | ------------------------------------ | ------------------------------------ | ------------------------------------ | ------------------------------------ | ------------------------------------ |
| 1948                                 | 1953                                 | 1961                                 | 1971                                 | 1981                                 | 1991                                 |
| -                                    | -                                    | -                                    | 226                                  | 185                                  | 144                                  |

| Narodna sestava prebivalstva po letih                                                                                      | Narodna sestava prebivalstva po letih                                                                                        | Narodna sestava prebivalstva po letih                                                                                      |
| --- | --- | --- |
| 1971 | 1981 | 1991 |
| . skupaj: 226 Srbi 225 (99,55 %) Hrvati 1 (0,44 %) Muslimani 0 (0,00 %) Jugoslovani 0 (0,00 %) drugi in neznano 0 (0,00 %) | . skupaj: 185 Srbi 153 (82,70 %) Hrvati 0 (0,00 %) Muslimani 0 (0,00 %) Jugoslovani 24 (12,97 %) drugi in neznano 8 (4,32 %) | . skupaj: 144 Srbi 137 (95,13 %) Hrvati 0 (0,00 %) Muslimani 0 (0,00 %) Jugoslovani 7 (4,86 %) drugi in neznano 0 (0,00 %) |